# Zračna luka La Isabela
Zračna luka La Isabela (IATA: JBQ, ICAO: MDJB) je međunarodna zračna luka u Dominikanskoj Republici u blizini glavnog grada Santo Dominga.
Otvorena je u veljači 2006., kako bi zamijenila Međunarodnu zračnu luku Herrera. Prvi let bio je iz let Port au Princea s Haitija. 
Zračna luka uglavnom služi za domaće letove u Dominikanskoj Republici i za neke međunarodne letove prema drugim karipskim otocima.
Glavno je čvorište u Dominikanskoj Republici, koje poslužuje male zrakoplove. Ima najveći broj hangara u zemlji (40) za dominikanske prijevoznike.